# إيان فوجيوكاس
إيان فوجيوكاس (باليونانية: Ίαν Βουγιούκας) مواليد 31 مايو 1985، هو لاعب كرة سلة يوناني يلعب مع فريق راتيوفارم أولم في الدوري الألماني لكرة السلة ويحمل الرقم 14. يبلغ طوله 6 قدم 11 بوصة (2.1 م).

## فرق لعب لها
- نادي أولمبياكوس لكرة السلة
- غلطة سراي لكرة السلة
- راتيوفارم أولم

## الميداليات
| الميدالية | المسابقة                                     |
| --------- | -------------------------------------------- |
| فضية      | كرة السلة في ألعاب البحر الأبيض المتوسط 2009 |

## روابط خارجية
- إيان فوجيوكاس على موقع الاتحاد الدولي لكرة السلة (الإنجليزية)
- إيان فوجيوكاس على موقع الدوري الأوروبي لكرة السلة (الإنجليزية)
- إيان فوجيوكاس على موقع كرة السلة الأوروبية.كوم (الإنجليزية)
- إيان فوجيوكاس على موقع كلية كرة السلة في سبورتس رفرنس.كوم (الإنجليزية)
- إيان فوجيوكاس على موقع ريلجم (الإنجليزية)
- إيان فوجيوكاس على موقع بروبوليرز (الإنجليزية)
- إيان فوجيوكاس على موقع سبورتس رفرنس (الإنجليزية)